# 사카이 타이세이
사카이 타이세이(일본어: 酒井 大成, 1998년 4월 1일~)는 일본의 배우이다.

## 출연작

### TV드라마
- 임금님전대 킹오저 - 기라 / 쿠와가타 오저
- 가장 친한 친구는 나쁜 여자 내 교활한 절친 - 시바야마 유키

### 영화
- 영화 임금님전대 킹오저 어드벤쳐 헤븐 - 기라 / 쿠와가타 오저
- 임금닌전대 킹오저 vs. 돈브라더즈 - 기라 /쿠와가타 오저
- 임금님전대 킹오저 vs. 쿄류저 - 기라 / 쿠와가타 오저, 우충왕 기라, 이블킹